# Emmelia ectorrida
Emmelia ectorrida is een vlinder van de familie van de uilen (Noctuidae). De wetenschappelijke naam van deze soort is voor het eerst voorgesteld als Hoplotarache ectorrida door George Francis Hampson in een publicatie uit 1916.
De soort komt voor in tropisch Afrika waaronder Nigeria, Ethiopië, Somalië, Oeganda, Kenia en Tanzania.